# 櫻井夏美
櫻井 夏美（さくらい なつみ、1991年8月13日 - ）は、日本の女優モデルである。ダブルアップエンタテインメント所属。埼玉県出身。城西短期大学卒業。

## 略歴
2004年~2010年
関東中学陸上競技大会800m 優勝
全国中学陸上競技大会800m 7位
ジュニアオリンピック1500m 4位
ジュニアオリンピック3000m 4位 埼玉県中学新記録樹立
千葉国際クロスカントリー大会 2年連続優勝
TBS日本チャチャチャ 出演
秋田国体 埼玉県代表
福島テレビ東日本女子駅伝 埼玉県代表 区間賞
TBS都道府県対抗女子駅伝 埼玉県代表
埼玉県駅伝.関東駅伝 優勝 区間賞
NHK全国高校駅伝 3年連続出場
2011年
代官山コレクション2011にモデルとして出演
ガールズトークエンターティメント情報バラエティたじろぎ☆LIPのたじろぎ☆ガールズとして出演
短編映画「恋する小説家」に女子高生役で出演
2012年
マクドナルド新聞広告
日本赤十字社はたちの献血テレビCM
ヤマダ電機テレビCM
映画「リアル鬼ごっこ」に女子高生役として出演
いわき平競輪場テレビCM
月刊ランナーズ7月号 表紙
BREAK GIRLS FESTIVALにモデルとして出演
Palau PV
月刊ランナーズ11月号 表紙
RunGirl★Night vol.3 5k 第1位
月刊ランナーズ12月号 表紙
水曜ドラマ「シュガーレス」に女子高生役として出演
フィットネスガールズコレクション出演

## 人物
坂戸市立坂戸中学校時代から駅伝選手として活躍。埼玉栄高校時代には3年連続で全国高校駅伝に出場した。